# Concepción (Ocotepeque)
Concepción (uit het Spaans: "Onbevlekte Ontvangenis") is een gemeente (gemeentecode 1403) in het departement Ocotepeque in Honduras. De gemeente grenst aan Guatemala.
Het dorp heette eerst El Jute. Toen het in 1875 een zelfstandige gemeente werd, heette het Concepción del Jute. Later veranderde een pater, Ignacio Vásquea genaamd, de naam in Concepción.
De gemeente ligt in de Vallei van Ocotepeque, dicht bij de berg San Jerónimo. Door het dorp loopt een beek die ook El Jute heet.

## Bevolking
De bevolking is als volgt verdeeld:
| Vrouwen | 2692 | 50,4% |
| Mannen  | 2652 | 49,6% |

## Dorpen
De gemeente bestaat uit vier dorpen (aldea), waarvan het grootste qua inwoneraantal: San José (code 140302).